# 87088 Joannewheeler
87088 Joannewheeler este o planetă minoră (asteroid) din centura de asteroizi. A fost descoperită pe 2 iunie 2000 la Ondřejovská hvězdárna⁠(d) de Petr Pravec⁠(d). 
Obiectul prezintă o orbită caracterizată de o semiaxă mare de 2,3329082195581 UAi, o excentricitate de 0,24395678410609, o înclinație de 4,006998710592 ° în raport cu ecliptica.